# そばにいて (加藤和樹の曲)
「そばにいて」は、加藤和樹の2枚目のシングルである。

## 概要
- 前作から5か月でのシングルとなる。
- 通常盤と特別盤（DVD付）の2種類がある。

## 収録曲
1. そばにいて
作詞/作曲：田中昭仁 編曲：ha-i
2. リアル
作詞：加藤和樹 作曲：宅見将典 編曲：百田留衣
3. そばにいて（karaoke）
4. リアル（karaoke）